# Werf Nieuwboer
Werf Nieuwboer is een monumentaal complex van meerdere bedrijfsonderdelen van een scheepswerf voor botters in de Nederlandse plaats Spakenburg.

## Geschiedenis
Al in 1675 bevond zich op de plaats van de huidige werf Nieuwboer een "schuytenmaekereye". Halverwege de 18e eeuw gaf Joost Croesen de opdracht voor de bouw van een nieuwe scheepswerf. In het begin van de 19e eeuw kwam de scheepswerf in het bezit van Willem Nieuwboer. Zijn zoon ontwikkelde een nieuw type botter, de Zuidwalbotter. De scheepswerf werd op dit nieuwe type aangepast. De scheepswerf telt vier hellingen, waarvan de kleinste helling voor de rode loods is gelegen. De drie andere hellingen liggen hier haaks op. De rode loods werd omstreeks 1901 gebouwd. Behalve de grote rode loods omvat het complex ook nog een botterloods die in de tweede helft van de 19e eeuw werd gebouwd. De achterzijde van deze loods is van hout en kan worden verwijderd om de schepen vanuit de loods op de scheepshelling te kunnen plaatsen. De voorzijde van de botterloods ligt aan de Oude Schans. Het gebouw doet tevens dienst als timmerwerkplaats. Aan de zuidzijde van de botterloods ligt, eveneens aan de Oude Schans, de smederij van het werfcomplex, die in 1904 werd gebouwd. Vanaf die tijd werd het accent verlegd van het bouwen van botters naar het bekleden van de houten botters met staalplaat.
De werf is tot 1986 in het bezit geweest van leden van de familie Nieuwboer. Daarna werd het complex verkocht aan de gemeente Bunschoten-Spakenburg, die de werf in de jaren negentig van de twintigste eeuw liet renoveren. De werf doet vanaf die tijd dienst als reparatiewerf voor historische vaartuigen, waaronder botters.
Het gehele complex is erkend als rijksmonument vanwege de architectuur- en cultuurhistorische waarde. Het zeldzame karakter, de gaafheid van het totale complex, de ruimtelijke situering aan zowel de Oude Haven als aan Oude Schans speelden bij deze aanwijzing tot rijksmonument een rol. Het complex wordt door de Rijksdienst voor het Cultureel Erfgoed beschouwd als een voorbeeld van het industrieel erfgoed van de Zuiderzeecultuur.

## Fotogalerij

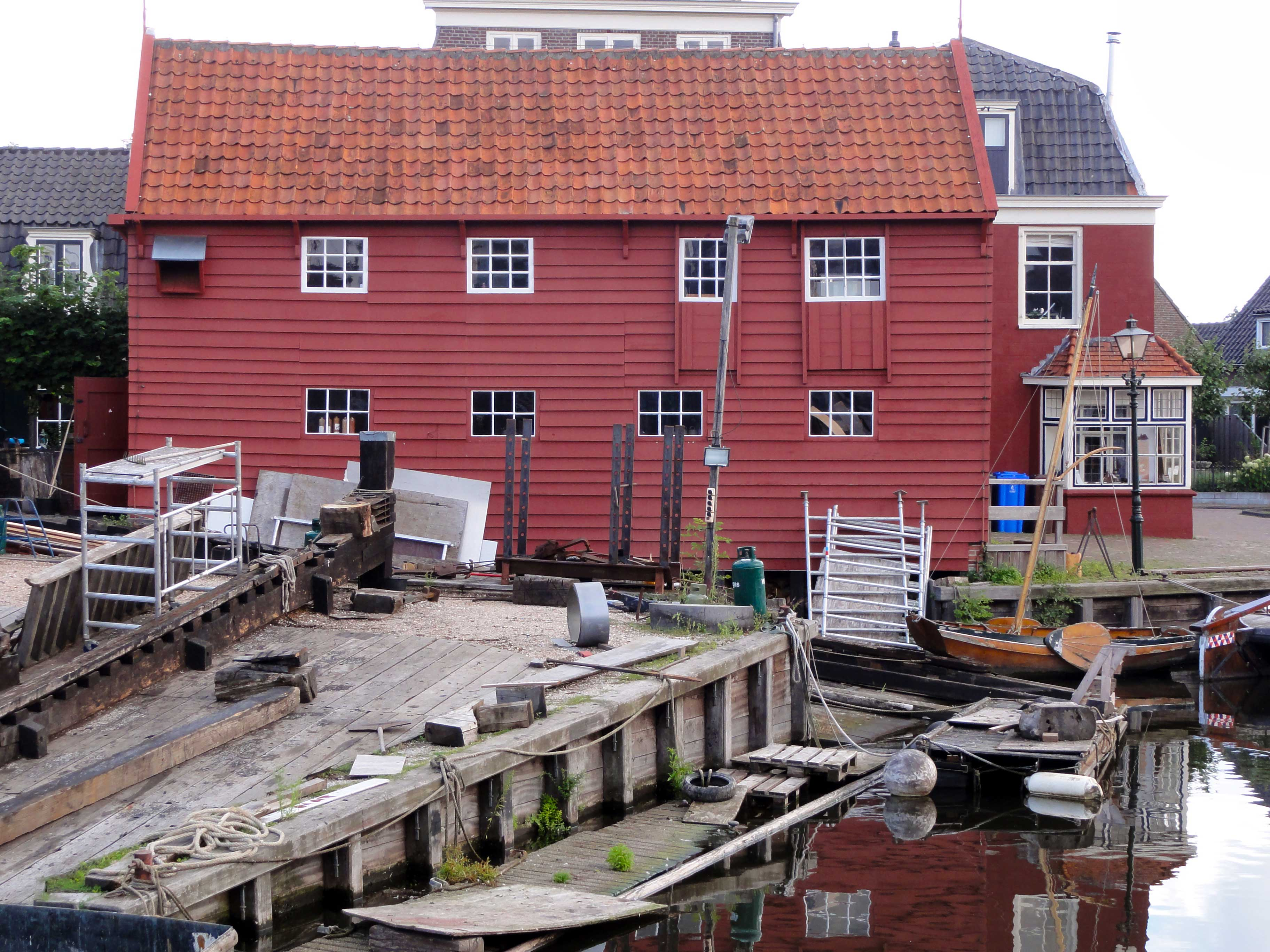
Rode loods
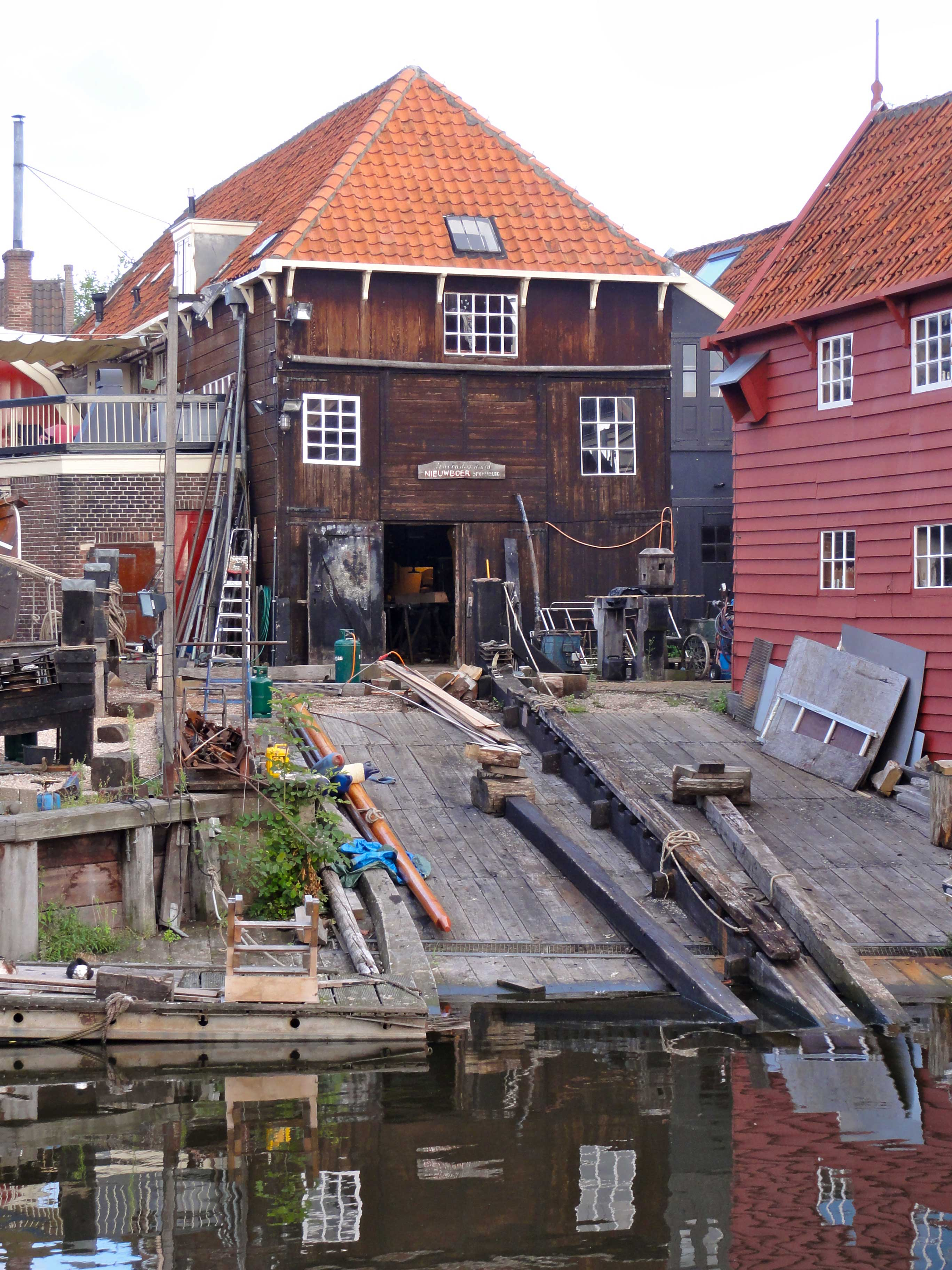
Botterloods annex timmerwerkplaats
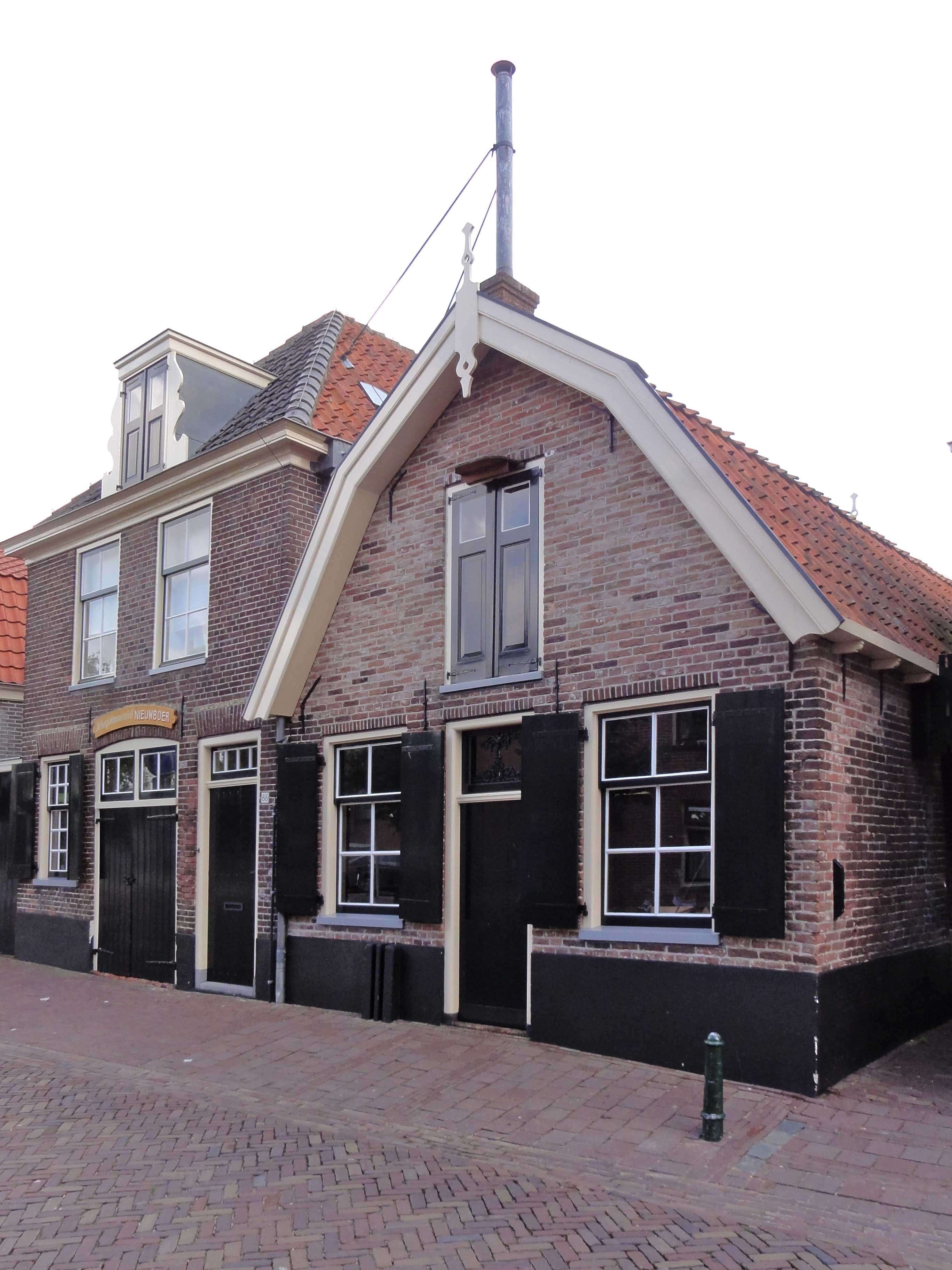
Voorgevel smederij (rechts) en timmerwerkplaats (links)
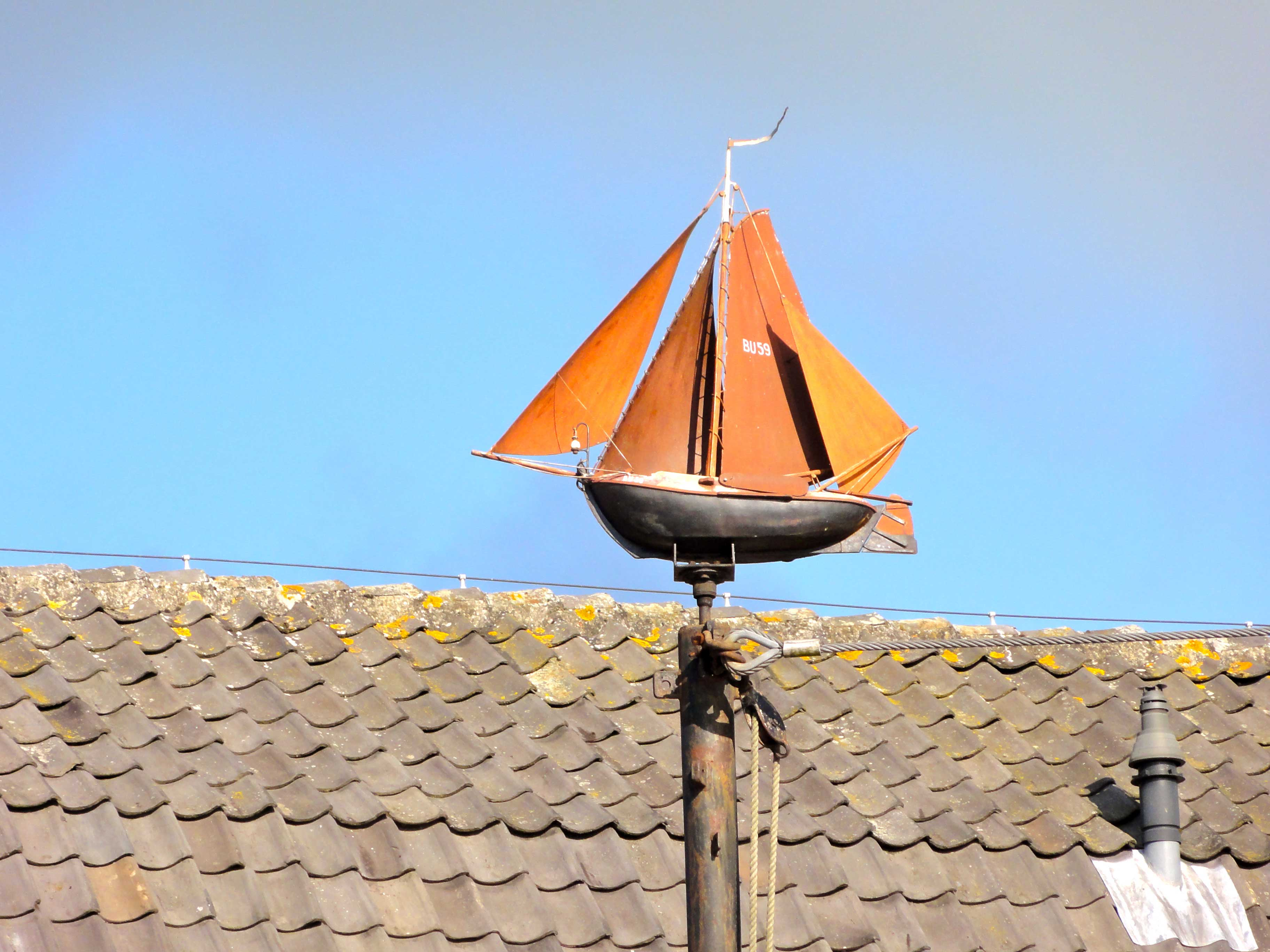
Afbeelding van de Zuidwalbotter bij de werf Nieuwboer